# 라크베레

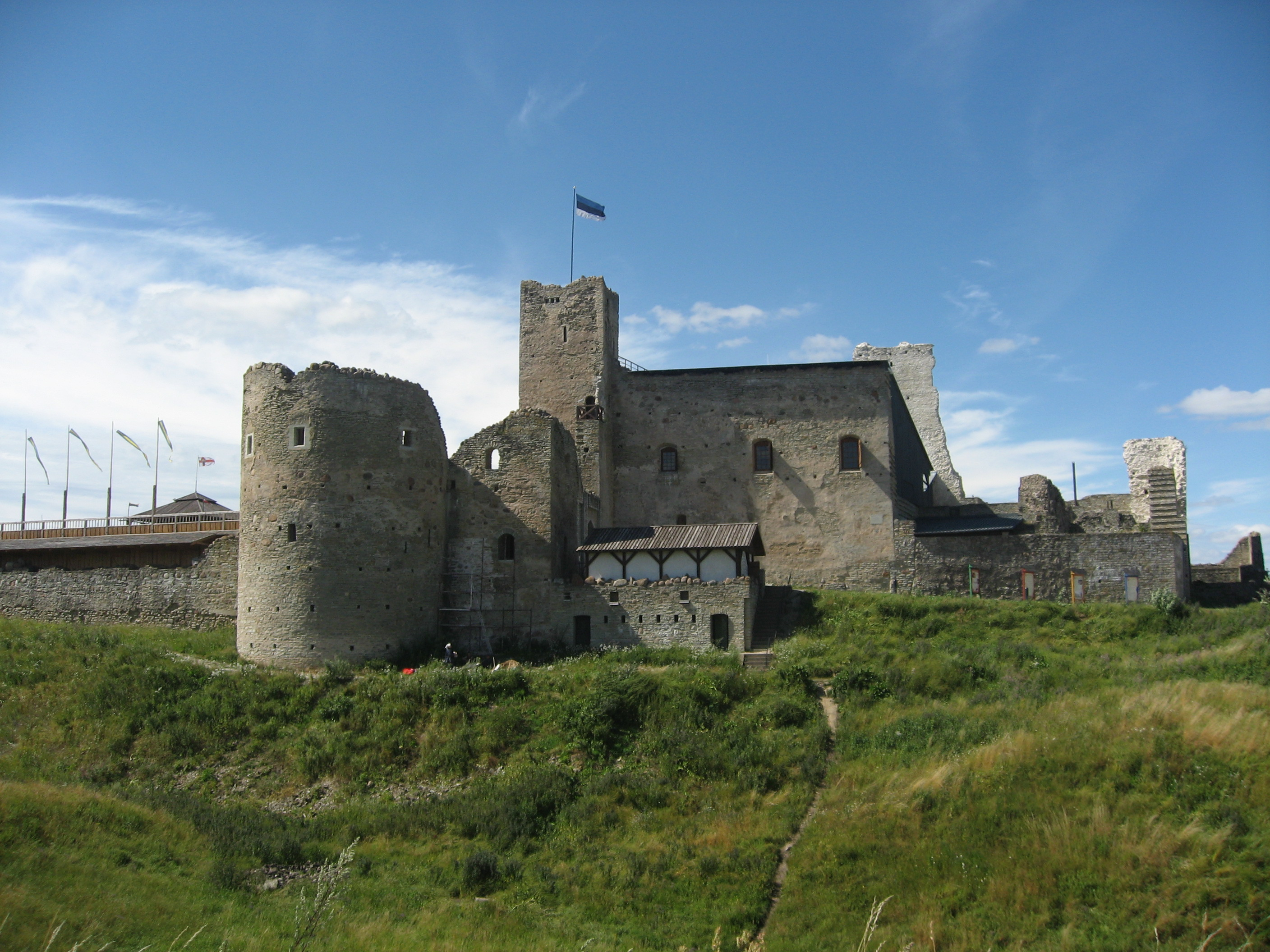
라크베레 성

라크베레(에스토니아어: Rakvere, 독일어: Wesenberg, Wesenbergh)는 에스토니아 북부에 위치한 도시로, 래네비루 주의 주도이며 면적은 14.95km2, 인구는 14,706명(2011년 1월 기준), 인구 밀도는 996.53명/km2이다. 핀란드만에서 남쪽으로 20km 정도 떨어진 곳에 위치한다.

시기
시 문장

## 사진

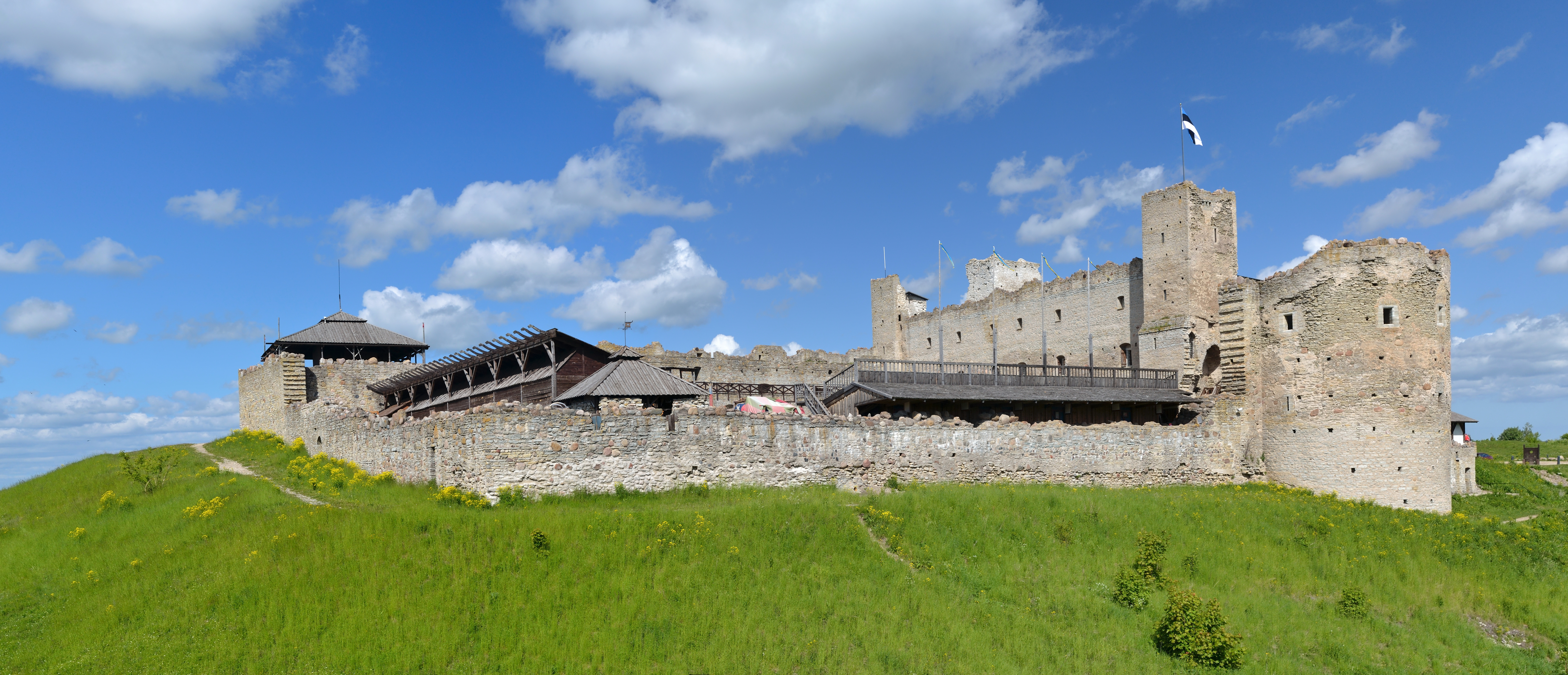
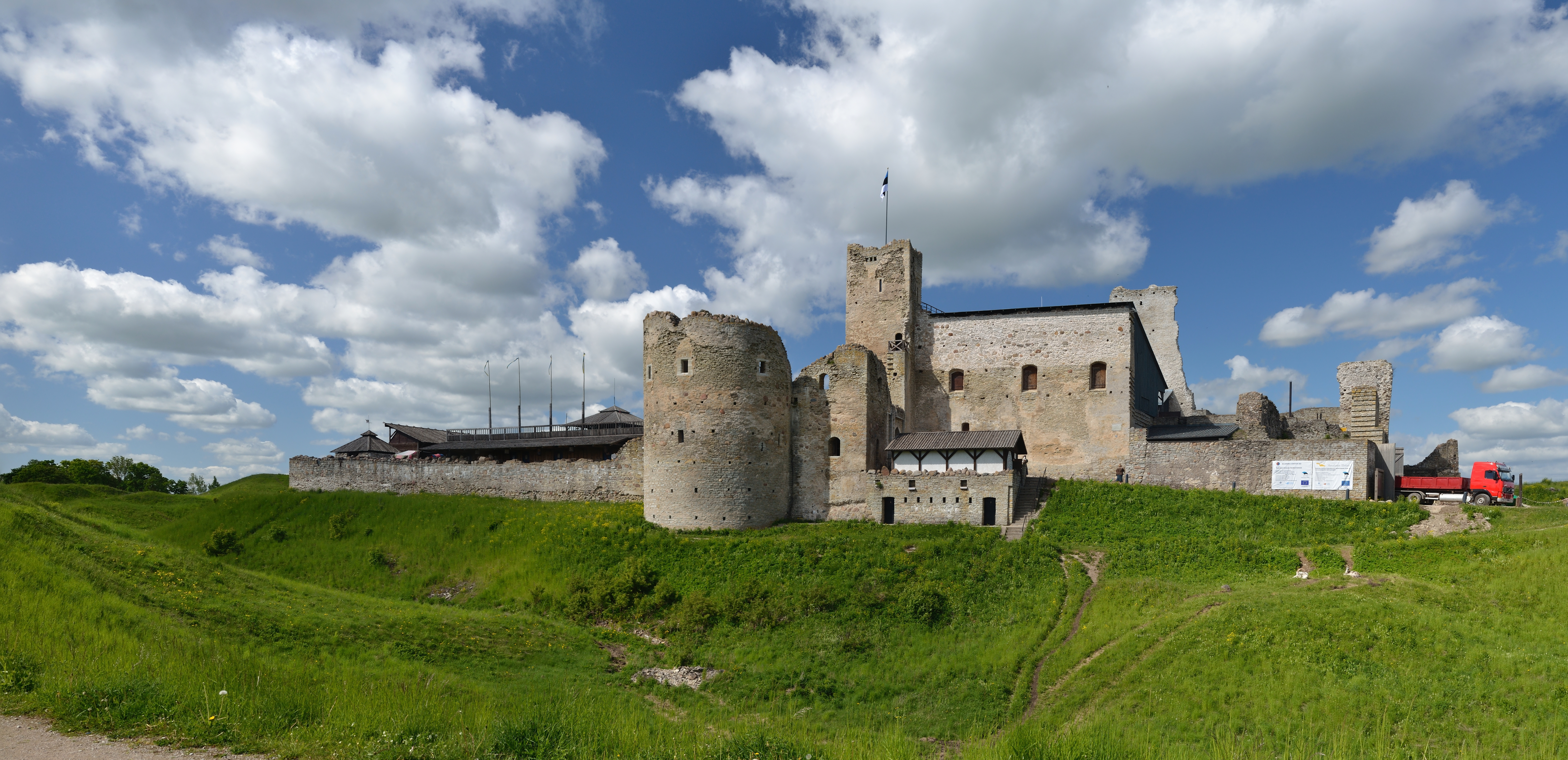
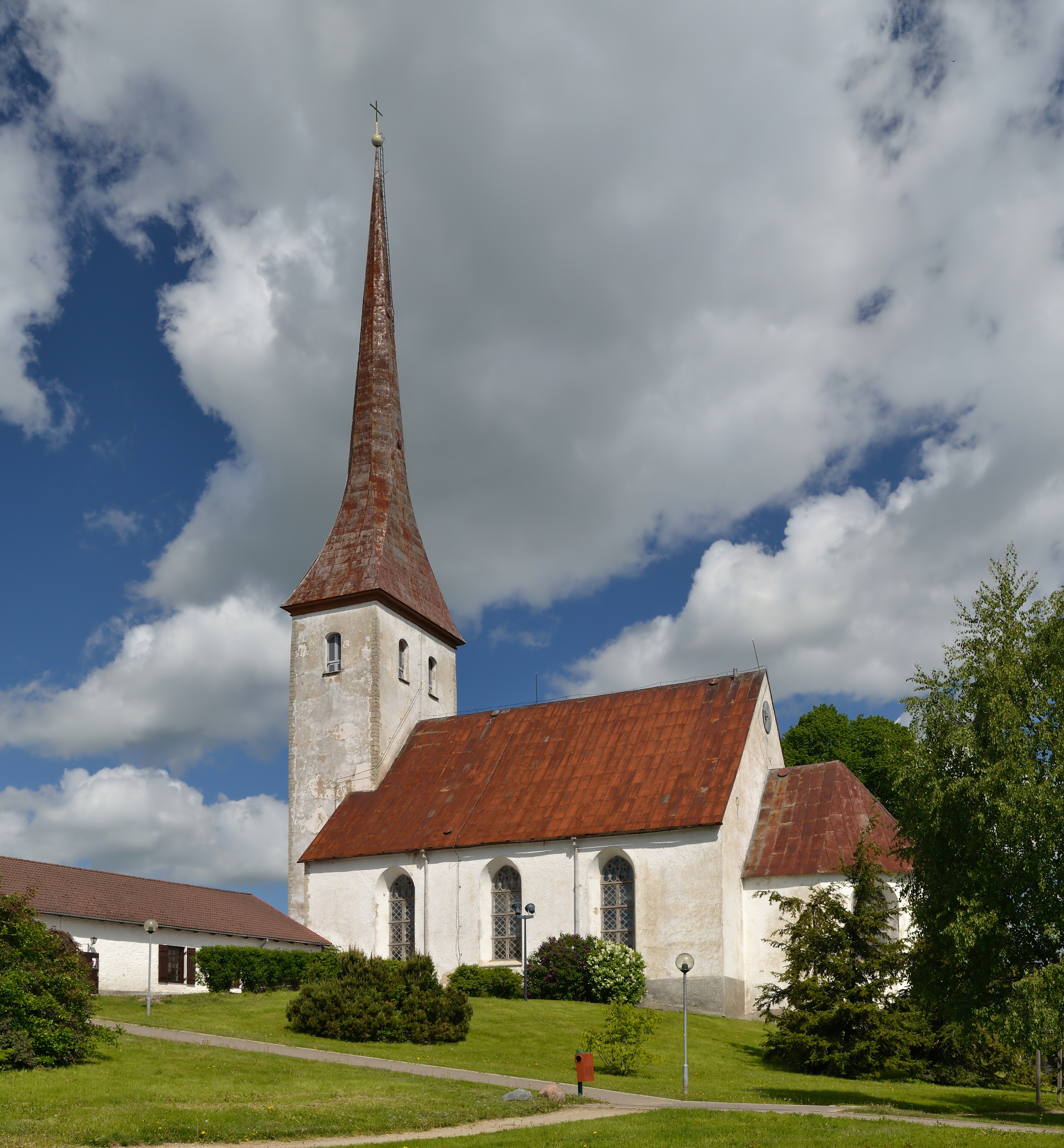
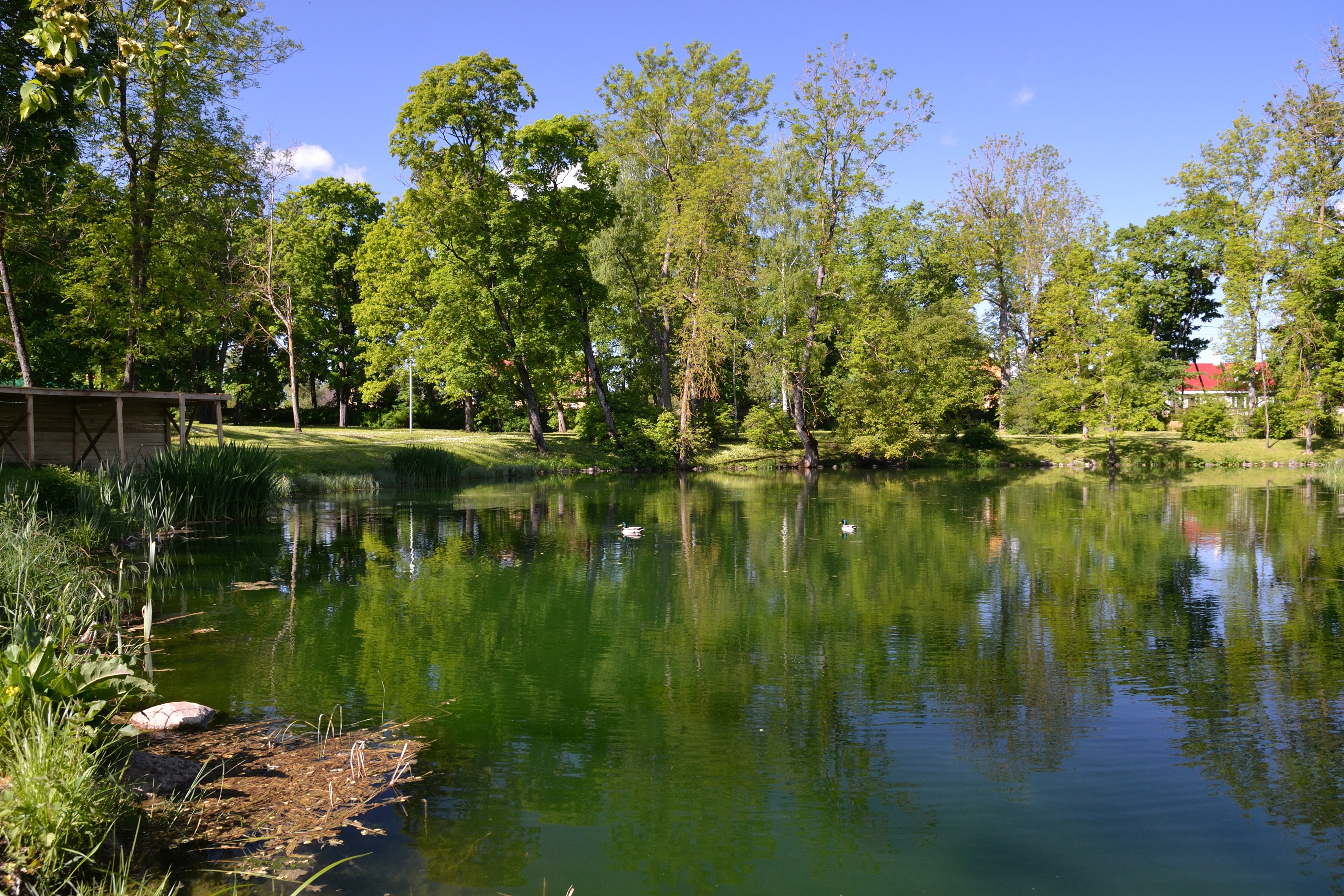
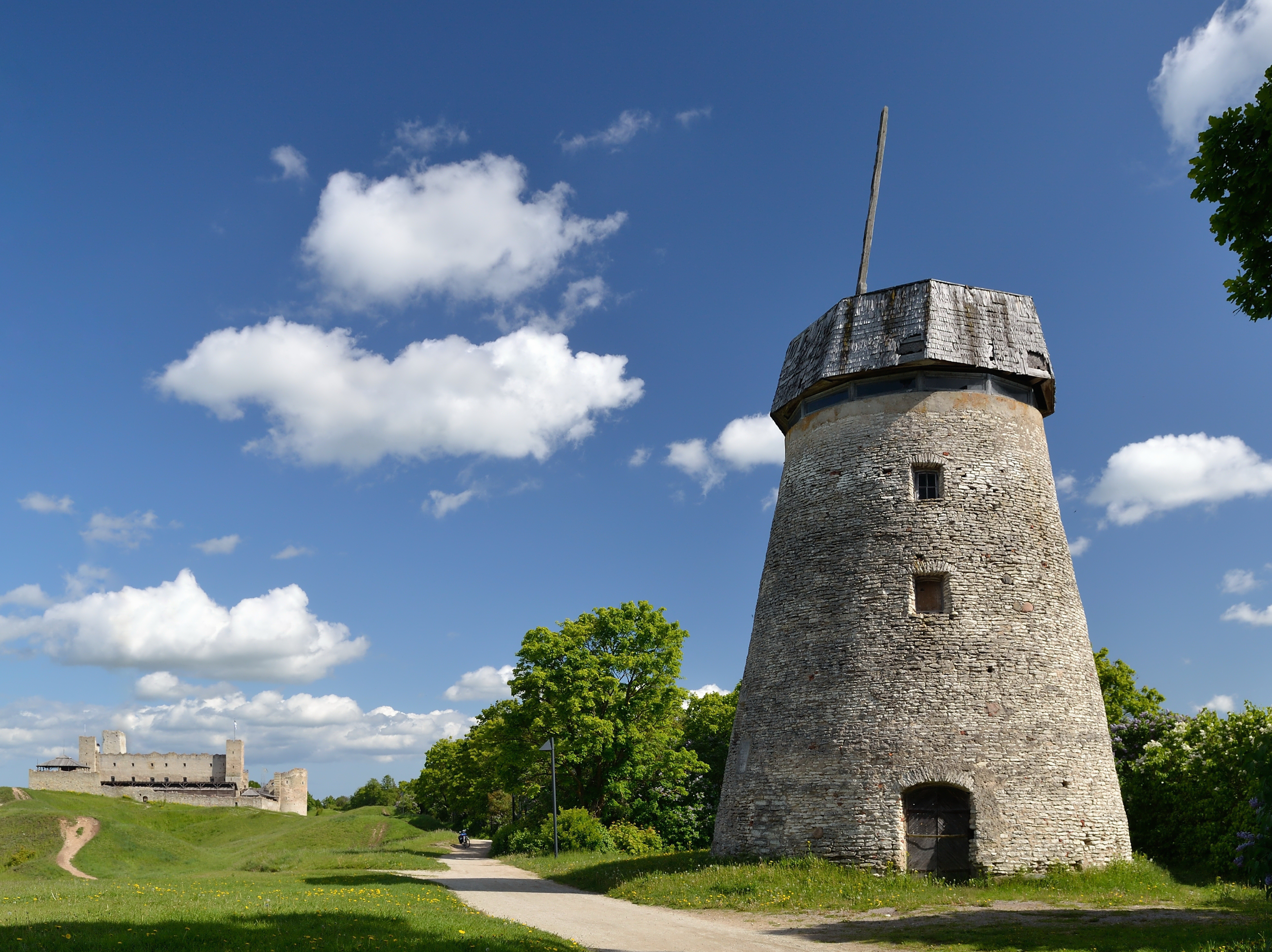
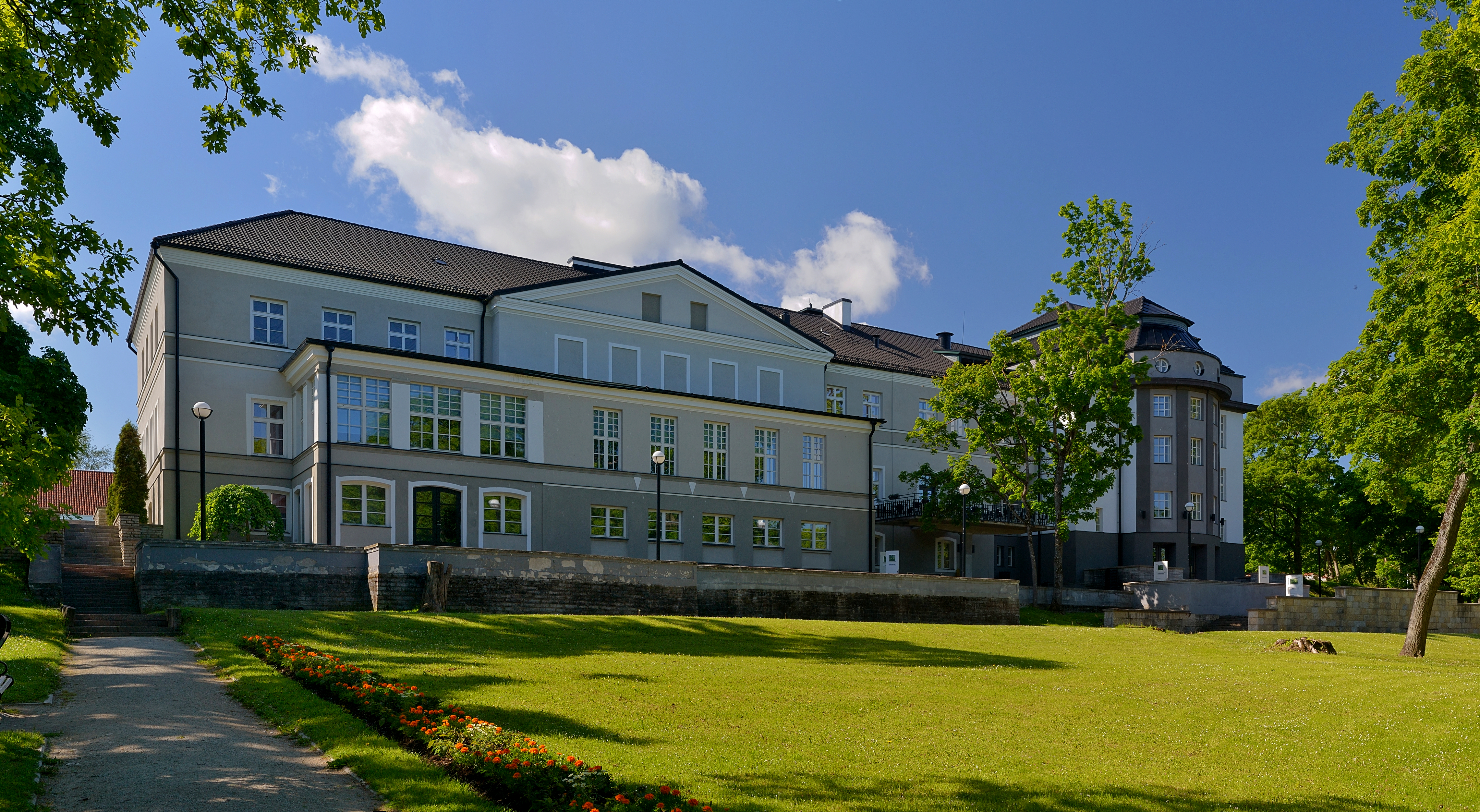